# فليكس نيوتون بت
ولد المونسينور فليكس نيوتون بت في عام 1894، في فيرفيلد، بكنتاكي. وقد حضر في ندوة سانت مينراد في إنديانا من 1911 وحتى 1915. وهو يحمل درجة دكتوراه أكاديمية سويسرية. ومن بين إنجازاته تأسيس وتنظيم مكتب المدرسة الكاثوليكية في لويزفيل، بكنتاكي. وفي عام 1928 وعام 1929، أثناء شغله لمنصب أمين مجلس المدرسة الكاثوليكية، قام بتشكيل لجنة الترفيه الكاثوليكية. وقد كان من ضمن الرواد في إذاعة WHAS في البث العالمي. كما خدم كذلك في اللجنة الدولية بعد الحرب العالمية الثانية. وفي عام 1949، عندما كان عمره 55 عامًا، قام بتأسيس أكاديمية بت، وهي عبارة عن مدرسة للأطفال من ذوي الاحتياجات الخاصة. فقد كانت أول منشأة في لويزفيل للطلاب المعاقين تنمويًا. والمونسينور بت كذلك مؤلف كتب في عام 1951 كتاب "Catholic Education Today and Tomorrow". وقد توفي في عام 1971 عن عمر يناهز 77 عامًا.

## وصلات خارجية
- http://www.archlou.org/archlou/_home/article-1999927184.htm نسخة محفوظة 27 سبتمبر 2007 على موقع واي باك مشين.
- http://www.pitt.com/
- http://philtar.ucsm.ac.uk/research/red/4957.html نسخة محفوظة 21 أكتوبر 2007 على موقع واي باك مشين.